# Zdeněk Nikodým
Zdeněk Nikodým (2. října 1926 – 8. ledna 2020) byl československý hokejový obránce. V sezóně 1965/1966 vedl jako hlavní trenér CHZ Litvínov.

## Hokejová kariéra
V československé lize hrál za CHZ Litvínov. Odehrál 1 ligovou sezónu, nastoupil ve 21 ligových utkáních a měl 1 asistenci.

## Klubové statistiky
| Sezona    | Klub               | Soutěž  | Základní část | Základní část | Základní část | Základní část | Základní část |
| Sezona    | Klub               | Soutěž  | Z             | G             | A             | B             | TM            |
| --------- | ------------------ | ------- | ------------- | ------------- | ------------- | ------------- | ------------- |
| 1954/1955 | Jiskra SZ Litvínov | 3. liga | -             | 0             | -             | -             | -             |
| 1955/1956 | Jiskra SZ Litvínov | 3. liga | -             | 0             | -             | -             | -             |
| 1956/1957 | Jiskra SZ Litvínov | 2. liga | -             | 0             | -             | -             | -             |
| 1957/1958 | Jiskra SZ Litvínov | 2. liga | -             | 0             | -             | -             | -             |
| 1958/1959 | Jiskra SZ Litvínov | 2. liga | -             | 1             | -             | -             | -             |
| 1959/1960 | Jiskra SZ Litvínov | 1. liga | 21            | 0             | 1             | 1             | -             |